# Sedum oteroi
Sedum oteroi är en fetbladsväxtart som beskrevs av R. Moran. Sedum oteroi ingår i Fetknoppssläktet som ingår i familjen fetbladsväxter. Inga underarter finns listade i Catalogue of Life.